# Миа Крисна Пративи
Ми́а Кри́сна Прати́ви (род. 19 июня 1994, Бали) — индонезийский инженер-эколог. В 2021 году она была включена в список 100 женщин Би-би-си.
Пративи училась в Технологическом институте Бандунга и работает в Агентстве по охране окружающей среды города Денпасар. Пративи разработала компьютерное приложение для улучшения сбора и переработки городских отходов на острове Бали. Оно управляется НПО «Грия Луху» и вовлекает местное сообщество.
В октябре 2021 года Пративи входила в состав жюри конкурса устойчивого развития подростков.